# Cocromite
La cocromite (simbolo IMA: Cchr) è un minerale molto raro della classe dei minerali degli "ossidi e idrossidi" con la composizione chimica idealizzata CoCr2O4 e quindi chimicamente un ossido di cobalto-cromo. Tuttavia, poiché una parte del cobalto è sostituita da nichel e/o ferro e parte del cromo dall'alluminio in campioni di cocromite naturale, la formula è anche data come (Co,Ni,Fe2+)(Cr3+,Al)2O4 in varie fonti.
Appartiene al supergruppo dello spinello, all'interno del quale fa parte della famiglia degli ossispinelli e da lì del sottogruppo dello spinello.

## Etimologia e storia
La cocromite è stata scoperta per la prima volta in un piccolo giacimento di nichel nella fattoria di Bon Accord a nord di Barberton, nella provincia sudafricana di Mpumalanga. È stato descritto per la prima volta nel 1978 da S.A. de Waal, che ha chiamato il minerale in riferimento al suo contenuto di cobalto e alla sua relazione chimica con la cromite.
Il campione tipo per questo minerale non è definito.

## Abito cristallino
La cocromite cristallizza nel sistema cubico nella struttura dello spinello con il gruppo spaziale Fd3m (gruppo spaziale nº 227) con la costante di reticolo a = 8,29 Å e 8 unità di formula per cella unitaria.

## Classificazione
L'attuale classificazione dell'Associazione Mineralogica Internazionale (IMA) colloca la cocromite nel supergruppo dello spinello, dove si trova insieme a cromite, coulsonite, cuprospinello, dellagiustaite, deltalumite, franklinite, gahnite, galaxite, guite, hausmannite, hercynite, hetaerolite, jacobsite, maghemite, magnesiocromite, magnesiocoulsonite, magnesioferrite, magnetite, manganochite, spinello, termaerogenite, titanomamagemite, trevorite, vuorelainenite e zincocromite formano il sottogruppo dello spinello all'interno degli spinelli oxi. Fanno parte di questo gruppo anche la chihmingite e la chukochenite descritte dopo il 2018, così come la nichromite, il cui nome non è stato ancora riconosciuto dal CNMNC dell'IMA.
Poiché la cocromite è stata scoperta solo nel 1978 e riconosciuta come minerale indipendente, non è elencata nell'obsoleta 8ª edizione della sistematica dei minerali secondo Strunz. Solo nella Sistematica dei lapis (Lapis-Systematik) di Stefan Weiß, che è stata rivista e aggiornata l'ultima volta nel 2018 e che si basa ancora su questa classificazione classica di Strunz per considerazione verso i collezionisti privati e le collezioni istituzionali, il minerale ha ricevuto il numero di sistema IV/B.03-40. In questa Sistematica ciò corrisponde alla classe degli "Ossidi e idrossidi" e lì al reparto "Ossidi con rapporto metallo : ossigeno = 3 : 4 (spinello tipo M3O4 e composti correlati)", dove la cocromite forma il gruppo degli "spinelli di cromite" insieme a cromite, magnesiocromite, manganocromite, nicromite e zincocromite.
La 9ª edizione della sistematica minerale di Strunz, valida dal 2001 e aggiornata dall'IMA fino al 2009, classifica anche la cocromite nella classe degli ossidi con un rapporto di quantità di materiale "metallo : ossigeno = 3 : 4 e comparabile". Tuttavia, questo è ulteriormente suddiviso in base alla dimensione relativa dei cationi coinvolti, in modo che il minerale possa essere trovato in base alla sua composizione nella suddivisione "Con solo cationi di medie dimensioni", dove è classificato insieme a brunogeierite, cromite, coulsonite, cuprospinello, filipstadite, franklinite, gahnite, galaxite, hercynite, jacobsite, magnesiocromite, magnesiocoulsonite, magnesioferrite, magnetite, manganocromite, nicromite, qandilite, spinello, trevorite, ulvöspinello, vuorelainenite e zincocromite costituiscono il "gruppo dello spinello" con il sistema nº 4.BB.05.
La classificazione dei minerali secondo Dana, utilizzata principalmente nel mondo anglosassone, classifica anch'essa la cocromite nella classe degli "ossidi e idrossidi" e lì nel dipartimento "ossidi multipli". Lo si trova nel "sottogruppo cromo" con il sistema nº 07.02.03 all'interno della suddivisione "Ossidi multipli (A+B2+)2X4, gruppo spinello.

## Chimica
L'analisi con microsonda di campioni di cocromite provenienti dalla località tipo di Bon Accord in Sud Africa ha prodotto una composizione del 50,38% di triossido di dicromo (Cr2O3), 17,45% di monossido di cobalto (CoO), 9,11% di ossido di alluminio (Al2O3), 7,67% di ossido di nichel (NiO), 7,45% di ossido ferroso (FeO), 4,14% di ossido ferrico (Fe2O3) e 1,26% di biossido di titanio (TiO2). Inoltre, sono state trovate tracce di ossido di magnesio (MgO) (0,95%), monossido di manganese (MnO) (0,84%), ossido di zinco (ZnO) (0,59%) e silice (SiO2) (0,11%).
Sulla base di 4 atomi di ossigeno, è stata calcolata una formula empirica come:
{\displaystyle \mathrm {(Co_{0.50}Ni_{0.22}Fe_{0.22}^{2+}Mg_{0.05}Mn_{0.03}Zn_{0.02})_{\Sigma =1.04}(Cr_{1.43}Al_{0.38}Fe_{0.11}^{3+}Ti_{0.03})_{\Sigma =1.95}O_{4}} }
Un altro campione proveniente da Bo Phloi in Thailandia conteneva meno impurità estranee, ma oltre al 22,38 % di monossido di cobalto e all'11,57 % di triossido di dicromo, una percentuale significativa di ossido di alluminio del 49,61 % e del 9,55 % di ossido ferroso, 6,04 % di ossido di magnesio e 0,67 % di biossido di titanio. La formula empirica è calcolata con questo risultato come:
{\displaystyle \mathrm {(Co_{0.52}Mg_{0.26}Fe_{0.23}^{2+})_{\Sigma =1.01}(Al_{1.70}Cr_{0.27}Ti{0.02})_{\Sigma =1.99}O_{4}} }
Pertanto, il campione proveniente dalla Thailandia ha un contenuto di alluminio più elevato rispetto al cromo, il che contraddice la formula definita e accettata per la cocromite. Ciò può essere dovuto al fatto che il campione è risultato incluso nel corindone.

## Origine e giacitura
La cocromite si è formata nel piccolo deposito di nichel Bon Accord per spostamento della cromite nella zona di contatto tra quarzite e ultramafiti serpentinizzati. Si ipotizza che le condizioni di formazione del metamorfismo termico si trovino ad una temperatura di circa 730 °C e ad una pressione inferiore a 2 kbar.
Nel 2018 solo due siti di cocromite sono stati documentati nel mondo. Oltre alla sua località tipo in Sud Africa, il minerale è stato trovato anche in campioni di roccia del vulcano Mutnovskij nella penisola russa della Kamčatka nel Distretto Federale dell'Estremo Oriente.

## Forma in cui si presenta in natura
Finora la cocromite è stata trovata solo sotto forma di grani irregolari fino a circa 20 μm di dimensione. Il minerale è opaco in qualsiasi forma e ha una lucentezza metallica sulle superfici dei grani neri. La cocromite lascia uno striscio grigio-verdastra sulla mattonella di prova.